# NGC 3026
NGC 3026 ist eine Balken-Spiralgalaxie vom Hubble-Typ SBm im Sternbild Löwe nördlich der Ekliptik. Sie ist schätzungsweise 64 Millionen Lichtjahre von der Milchstraße entfernt und hat einen Durchmesser von etwa 50.000 Lichtjahren.
Im selben Himmelsareal befindet sich u. a. die Galaxie NGC 3032.
Das Objekt wurde am 22. Mai 1886 von Lewis Swift entdeckt.